# DHB-Amateur-Pokal 2020
Der DHB-Amateur-Pokal 2020 war die sechste Austragung des Amateur-Handballpokalwettbewerbs der Herren. Gewinner war die SG Langenfeld 92/72. Wegen der COVID-19-Pandemie waren die Spiele ab dem Halbfinale ins Jahr 2021 verlegt worden.

## Achtelfinale
| Datum           | Spielansetzung                                                                | Ergebnis                   |
| --------------- | ----------------------------------------------------------------------------- | -------------------------- |
| 26. Januar 2020 | TuS Helmlingen (Südbaden) – SC 04 Schwabach (Bayern)                          | 31:24 (16:10)              |
| 26. Januar 2020 | VfL Waiblingen (Württemberg) – MSH HF Illtal (Saar)                           | 23:29 (16:17)              |
| 25. Januar 2020 | SG Langenfeld 92/72 (Niederrhein) – Sportfreunde Loxten (Westfalen)           | 40:33 (21:13)              |
| 25. Januar 2020 | TuS Derschlag – (Mittelrhein) – HSG Werratal 05 (Thüringen)                   | 24:18 (12:10)              |
| 25. Januar 2020 | SG Wift/Neumünster (Schleswig-Holstein) – TSG Wismar (Mecklenburg-Vorpommern) | 30:23 (18:12)              |
| 25. Januar 2020 | SG OSF Berlin (Berlin) – SG Hamburg-Nord (Hamburg)                            | 27:24 (14:12)              |
| 26. Januar 2020 | HV Oberlausitz Cunewalde (Sachsen) – TuS Radis 1947 (Sachsen-Anhalt)          | 31:28 n. V. (26:26, 13:14) |
| –               | Freilos: SG VTB/Altjührden (Niedersachsen)                                    | –                          |

## Viertelfinale
| Datum            | Spielansetzung                           | Ergebnis                   |
| ---------------- | ---------------------------------------- | -------------------------- |
| 22. Februar 2020 | HV Oberlausitz Cunewalde – SG OSF Berlin | 25:26 (13:13)              |
| 22. Februar 2020 | SG VTB/Altjührden – SG WIFT Neumünster   | 35:34 (28:28, 13:15) n. V. |
| 23. Februar 2020 | MSG HF Illtal – TuS Helmlingen           | 28:23 (13:11)              |
| 23. Februar 2020 | SG Langenfeld – TuS Derschlag            | 30:22 (16:12)              |

## Halbfinale
| Datum              | Spielansetzung                      | Ergebnis      |
| ------------------ | ----------------------------------- | ------------- |
| 18. September 2021 | SG VTB/Altjührden – SG OSF Berlin   | 24:21 (11:12) |
| 18. September 2021 | MSG HF Illtal – SG Langenfeld 92/72 | 20:26 (12:13) |

## Finale
Das Finale fand am 19. September 2021 in Völklingen statt. Beide Finalisten spielen in der 2. Runde des DHB-Pokal 2021/22.
| Datum              | Spielansetzung                          | Ergebnis     |
| ------------------ | --------------------------------------- | ------------ |
| 19. September 2021 | SG VTB/Altjührden – SG Langenfeld 92/72 | 19:22 (8:11) |